# Fundraising
Fundraising – proces zdobywania funduszy poprzez proszenie o wsparcie osób indywidualnych, przedsiębiorstw, fundacji dobroczynnych lub instytucji rządowych i samorządowych. W tym celu można korzystać z usług fundraiserów. Fundraising jest związany zasadniczo z działalnością organizacji pozarządowych, ale termin w piśmiennictwie anglojęzycznym może odnosić się również do działalności partii politycznych oraz pozyskiwania inwestorów i pomnażania kapitału przedsięwzięć nastawionych na zysk. Fundusze bywają zbierane na różne cele społeczne, przez organizacje prowadzące działalność charytatywną, religijną, naukową, sportową oraz domy dziecka, szpitale, hospicja, muzea, galerie sztuki, szkoły i uczelnie wyższe oraz wszystkie inne podmioty prowadzące działalność społecznie użyteczną.

## Rodzaje kampanii fundraisingowych
Direct mail fundraising (listy fundraisingowe) – w kampanii wykorzystuje się zasady marketingu bezpośredniego. Do bazy darczyńców organizacji wysyła się uprzednio przygotowany, spersonalizowany list z prośbą o darowiznę. Zważywszy na koszty druku i wysyłki kluczowym zadaniem jest optymalizacja materiałów fundraisingowych i bazy do wysyłki w taki sposób, aby kampania przyniosła organizacji maksymalne zyski przy jednoczesnym zminimalizowaniu ryzyka. Procent potencjalnych darczyńców, którzy zdecydują się na przekazanie darowizny plasuje się w przedziale od 1,5% do 5%. Przy kampaniach zoptymalizowanych przez fundraiserów oraz dobrych relacjach łączących daną organizację z darczyńcami, procent odpowiedzi może plasować się w przedziale od 5% do 15%. Ostateczna kwota pozyskana w kampanii zależy od: wielkości bazy, jakości materiałów, zaufania społecznego, którym się cieszy organizacja i relacji, jakie uprzednio zbudowano z darczyńcami.
Direct e-mail fundraising – kampania prowadzona jest analogicznie jak direct mail fundraising, ale za pośrednictwem Internetu. Drukowane listy, wysyłane tradycyjną pocztą, zostają w niej zastąpione newsletterami lub e-mailami wysyłanymi do potencjalnych darczyńców. W 2012 roku 7% wszystkich darowizn przekazanych na cele charytatywne w Stanach Zjednoczonych pochodziło z kampanii direct e-mail.
Direct debit – celem kampanii jest nakłonienie potencjalnych darczyńców do regularnej wpłaty darowizny dla organizacji poprzez polecenia zapłaty. W 2017 roku 31% wszystkich darowizn przekazywanych na cele charytatywne w Wielkiej Brytanii było rezultatem kampanii direct debit.
W ramach kampanii direct debit wyróżnia się dwie podstawowe metody:
- Direct dialogue – rozmowy z potencjalnymi darczyńcami podejmowane na ulicy i innych miejscach publicznych.
- Doorstep – rozmowy z potencjalnymi darczyńcami podejmowane w ich domach i mieszkaniach.

Kampania 1,5% podatku – kampania bazuje na mechanizmie pozwalającym przekazać 1,5% podatku dla organizacji pożytku publicznego. W 2018 roku Polacy przekazali w ten sposób ponad 760 milionów złotych, zaś w 2018 ponad 870 mln. Kampania 1,5% podatku prowadzona jest w czasie rozliczenia PIT, to jest od stycznia do końca kwietnia. Jej celem jest nakłonienie jak największej liczby podatników do przekazania 1,5% podatku dla danej OPP.

## Uwarunkowania prawne
Źródła, z których dana organizacja pozarządowa może pozyskiwać fundusze na swoją działalność, określa jej statut. Niektóre działania fundraisingowe regulują też rozporządzenia zewnętrzne, np. w Polsce przebieg zbiórek publicznych, czyli gromadzenia datków w postaci gotówki lub innych dóbr na cele dobroczynne, reguluje Ustawa z dnia 14 marca 2014 r. o zasadach prowadzenia zbiórek publicznych. W niektórych krajach pewne działania fundraisingowe wymagają pozyskania specjalnych pozwoleń od władz rządowych lub samorządowych (np. loterie lub zbiórka publiczna), wszystkie zaś działania finansowe organizacji pozarządowych podlegają obowiązkowi sprawozdawczości. Fundacje mają coroczny obowiązek sporządzenia sprawozdania finansowego i przesłania go do swojego organu kontroli oraz podania do wiadomości publicznej, np. poprzez publikację w Internecie.

## Uwarunkowania etyczne
16 października 2006 podczas IV Międzynarodowego Szczytu Fundraisingu w Noordwijkerhout, w Holandii przedstawiciele organizacji fundraisingowych z 24 państw uchwaliły dokument regulujący standardy etyczne pozyskiwania funduszy na cele dobroczynne.
Kodeks etyczny kładzie nacisk na wykorzystywanie środków zgodnie z wolą darczyńców, transparentność, uczciwość, zgodność z prawem oraz obowiązek sprawozdawczości. Dodatkowo odradza fundraiserom pracę na tzw. procent, to jest otrzymywania wynagrodzenia stanowiącego pewien procent od pozyskanych funduszy. Zaleca się natomiast aby fundraiser otrzymywał z góry ustalone wynagrodzenie. Polska Deklaracja Etyczna Fundraisingu została przyjęta w październiku 2011 roku. Jej brzmienie nawiązuje do deklaracji europejskich oraz amerykańskiej. W wielu krajach fundraiserzy stworzyli własne kodeksy etyczne, regulujące w jaki sposób będą pozyskiwać fundusze na cele dobroczynne, np. w rosyjskim kodeksie etycznym zwraca się dodatkowo uwagę na ochronę praw beneficjenta i dobrowolność darowizn, zaś czeski kodeks etyczny fundraisingu zaleca między innymi dziękowanie za dary oraz wykorzystywanie ich w sposób gospodarny i odpowiedzialny.

## Źródła finansowania organizacji pozarządowych
Istnieją następujące źródła finansowania organizacji pozarządowych:
- Granty i dotacje – w tym granty i dotacje od ośrodków rządowych i samorządowych, fundacji wsparciowych i grantodawczych, zagranicznych organizacji grantodawczych oraz środków Unii Europejskiej[15].
- Współpraca z biznesem – sponsoring, darowizny finansowe, rzeczowe oraz usług, umowy barterowe, pay-roll (mechanizm umożliwiający automatycznie przekazanie darowizny na cele dobroczynne z pensji pracowników danej firmy), cause-related marketing (przekazanie określonego procenta zysków ze sprzedaży danego produktu na cele charytatywne, informacja o kampanii umieszczana jest na opakowaniu produktów).
- Darczyńcy indywidualni – wpłaty przez strony internetowe, imprezy publiczne połączone ze zbiórkami pieniędzy, kwesty, loterie, sprzedaż cegiełek, skarbony w miejscach publicznych, charytatywne SMS-y.
- Działalność gospodarcza i odpłatna działalność pożytku publicznego.
- 1% podatku dochodowego.
- Składki członkowskie.
- Kapitał żelazny (kapitał wieczysty) i lokaty kapitału.
- Nawiązki sądowe.

## Specyfika kampanii fundraisingowych
Kampania fundraisingowa przynosi zarazem korzyści społeczne, jak i ekonomiczne. Jest zaplanowanym, długotrwałym i koordynowanym przez specjalistę procesem inwestycyjnym. Dlatego nie należy przez nią rozumieć okazjonalnie zdobytych dotacji ani przypadkowych, pojedynczych wpłat od darczyńców.
Niektóre kampanie fundraisingowe np. budowanie bazy stałych darczyńców wymagają długoletnich prac oraz poniesienia kosztów inwestycyjnych w początkowej fazie projektu. Tylko nieliczne metody fundraisingu pozwalają na szybki zysk z minimalną inwestycją. Nie istnieją wytyczne jaki procent swojego budżetu organizacja pozarządowa może przeznaczyć na fundraising, jednak kodeks etyczny zaleca aby informować darczyńców o kosztach prowadzonych kampanii.
W zakresie analizy ryzyka ekonomicznego kampanie fundraisingowe podlegają analogicznym zasadom jak kampanie marketingowe i sprzedażowe. Fundraiserzy uwzględniają rachunek zysków i strat oraz rachunek kosztów działań. Ponadto kampanie fundraisingowe wymagają zarządzania ryzykiem związanego ze specyfiką organizacji non-profit w zakresie elementów takich jak: wykorzystanie darowizny zgodnie z wolą darczyńcy, wizerunek organizacji i rozumienie jej misji, transparentna działalność, prowadzenie kampanii fundraisingowych zgodnie z obowiązującym prawem.

## Fundraising w Polsce
Do najpopularniejszych źródeł finansowania organizacji pozarządowych w Polsce należą:
- Granty i dotacje ze źródeł samorządowych i administracji centralnej – źródło wykorzystywane przez 60% organizacji pozarządowych.

- Składki członkowskie – z tej metody finansowania korzysta 60% organizacji pozarządowych.
- Darowizny od darczyńców indywidualnych i firm – otrzymuje 56% organizacji.
- Przychody z działalności gospodarczej lub odpłatnej – 26% organizacji.
- Zagraniczne środki publiczne (dotacje z Unii Europejskiej i Komisji Europejskiej) – otrzymuje 18% organizacji.
- Dotacje od innych organizacji krajowych i zagranicznych – z tej metody finansowania korzysta 14% organizacji.

Statystycznie budżet roczny organizacji pozarządowej w Polsce wynosi 20 tys. zł. Brak funduszy hamuje rozwój organizacji i nie pozwala na realizację nowych projektów. Dlatego fundraiser staje się jednym z najczęściej poszukiwanych specjalistów w organizacjach pozarządowych. Organizacją polskich fundraiserów jest Polskie Stowarzyszenie Fundraisingu. Instytut Fundraisingu w Polsce pomaga organizacjom pozarządowym w tworzeniu strategii fundraisingowych oraz realizacji kampanii fundraisingowych. 